# Pingvinförlaget
Pingvinförlaget var ursprungligen baserat i Göteborg och idén till namnet kom troligen från engelska Penguin Books.
Förlaget utgav 1940-1957 Äventyrsmagasinet varannan vecka. 1950-1975 utgavs inledningsvis varannan vecka och så småningom var fjärde vecka de inledande 595 volymerna av Pingvinböckerna. Ansvarig utgivare för Äventyrsmagasinet var Douglas Elander och Pingvinböckerna trycktes inledningsvis av Elanders Boktryckeri AB. 
Utgivningen av westernböcker växte med Bravo, som utgavs i 99 volymer 1963-1970. På omslagen angavs fr o m nr 71 år 1968 även Sexy western. Denna benämning användes även för böckerna om Clay Allison, som började utges 1970. I seriens tredje bok angavs 1970 såväl Williams som Pingvinförlaget som utgivare, men i bok 4-45, åren 1970-1975, angavs endast Pingvinförlaget. Sedan övertog Wennerbergs Förlag utgivningen. Pingvinförlaget utgav 17 litet kortare westernböcker i serien Virginia 1973-1974. Förlaget utgav även 9 kortare westernböcker i serien Colt 1973, men utgivning 1974 av resterande 9 böcker skedde under Warners logotyp. 
Williams förlag (som var en del av multinationella Warner Communications) köpte Pingvinförlaget 1969, som därmed fick sin bas i Stockholm. 1975 såldes Pingvinförlaget till Wennerbergs Förlag. Fr o m nr 555 hade Pingvinböckerna bestått av västernböcker om Ben Hogan, skrivna av Kjell E. Genberg under pseudonym Matt Jade. Eftersom Genberg hade rättigheterna till Ben Hogan-böckerna och inte ville ge ut dem hos Wennerbergs Förlag ledde detta till att Pingvinböckerna i stället började utges av Malmborg & Hedström. Bokutgivningen upphörde nästan helt men 1976-1990 utgav Pingvinförlaget serietidningar.